# 稚内 (小惑星)
稚内（わっかない、5960 Wakkanai）は小惑星帯に位置する小惑星である。1989年10月21日に鹿児島市において向井優と武石正憲が共同で発見した。
北海道の稚内市に因んで命名された。